# Kazimierz Tymiński
Kazimierz Tymiński – więzień obozu koncentracyjnego Auschwitz-Birkenau (nr 25 539), inżynier. 
Po pobycie w Auschwitz był więziony blisko rok przez polskie władze komunistyczne.
Autor książki Uspokoić sen, na podstawie której powstał film Kornblumenblau (1988) w reżyserii Leszka Wosiewicza.